# 奥羽大学歯学部附属病院
奥羽大学歯学部附属病院（おううだいがくしがくぶふぞくびょういん）は、福島県郡山市富田町に所在する奥羽大学歯学部附属の大学病院である。

## 概要
1972年7月に東北歯科大学の附属病院として開院した。1989年に奥羽大学に名称変更したのに伴い、現在の病院名に変更した。

## 診療科
- 内科
- 外科
- 放射線科
- 予診科
- 総合歯科
- 口腔インプラント科歯科
- 口腔外科
- 歯科麻酔科
- 矯正歯科
- 小児歯科
- 地域医療支援歯科

## 交通アクセス
- JR郡山駅より福島交通バスで約10分、「奥羽大学」バス停下車
- JR磐越西線郡山富田駅から徒歩約5分